# Noirefontaine (Francja)
Noirefontaine – miejscowość i gmina we Francji, w regionie Burgundia-Franche-Comté, w departamencie Doubs.
Według danych na rok 1990 gminę zamieszkiwały 404 osoby, a gęstość zaludnienia wynosiła 121 osób/km² (wśród 1786 gmin Franche-Comté Noirefontaine plasuje się na 374. miejscu pod względem liczby ludności, natomiast pod względem powierzchni na miejscu 935.).